# Primer Estatuto Político de la Provincia de Costa Rica
El Primer Estatuto Político de la Provincia de Costa Rica fue emitido el 19 de marzo de 1823 por el gobierno provisional recién independizado y sustituyó al Pacto de Concordia como Constitución Política.
El 31 de enero de 1821 la Junta Superior Gubernativa que gobernaba el país de manera provisional realizó elecciones para escoger a los diputados que lo representarían ante el Congreso Constituyente de 1822 de México que redactaría la Constitución del Imperio Mexicano del cual formaba parte, al menos en teoría, Costa Rica. Pero el mismo fue abolido por Iturbide y el desaire incrementó las diferencias entre los imperialistas fieles a Iturbide y los republicanos que deseaban la independencia plena. Se eligió la segunda Junta Superior Gubernativa, que rigió del 1 de enero al 14 de marzo de 1823 y presidida por José Santos Lombardo y Alvarado y se convocó al Congreso Constituyente Provincial de Costa Rica el cual dicta el Primer Estatuto Político de la Provincia de Costa Rica el 17 de marzo y reemplazando al Pacto de Concordia. 
El Estatuto establecía un gobierno triple conformado por un Triunvirato con un representante republicano, un representante monárquico y un representante independiente o neutral. Presidió el Triunvirato don Rafael Francisco Osejo. El Estatuto también creaba la figura de un Congreso de Representantes sin especificar naturaleza, conformación o modo de elección, otorgándole el derecho a elegir la independencia de la Provincia o su anexión a alguna de las potencias americanas.
El Estatuto funcionaría hasta la rebelión del monárquico Joaquín de Oreamuno y Muñoz de la Trinidad el 29 de marzo de 1823 en que fue abolido estallando la primera guerra civil de Costa Rica, misma que sería librada inútilmente ya para el término de esta el Imperio de Iturbide había caído. 